# Tobias Johansson (fotbollsspelare)
Tobias Johansson, född 4 maj 1982, är en svensk före detta fotbollsspelare (mittfältare). Hans far, Ulf Johansson, är också en före detta fotbollsspelare.

## Karriär
Johanssons moderklubb är IK Oddevold. Inför säsongen 2006 gick Johansson till norska Brumunddal. Han var lagkapten under sin tid i klubben. I december 2006 gick Johansson till SK Gjøvik-Lyn. Inför säsongen 2008 gick han till Carlstad United. Efter en säsong i klubben gick Johansson till IK Brage. Han spelade 75 ligamatcher för Brage under säsongerna 2009–2011.
Inför säsongen 2012 gick Johansson till Dalkurd FF. I augusti 2012 återvände han till sin moderklubb IK Oddevold. Inför säsongen 2013 återvände Johansson till Carlstad United, där han fick en roll som spelande assisterande tränare.
Inför säsongen 2016 gick Johansson till IF Viken. Han spelade 10 matcher för klubben i Division 4 2016. I mars 2016 återvände Johansson även till rollen som assisterande tränare i Carlstad United. I december 2016 gick han till Hertzöga BK. Johansson spelade 16 matcher för klubben i Division 4 2017.